# Cyan
Cyan (auch in der Schreibung Zyan anzutreffen) bezeichnet allgemein einen am Übergang von Blau zu Grün liegenden Farbton. Der Begriff wird vor allem in technischen und künstlerischen Anwendungen genutzt und ist in der Alltagssprache sehr selten. Hier fehlt eine allgemein akzeptierte und abgrenzbare Farbkategorie Cyan (im Gegensatz etwa zu dem am Übergang von Rot zu Gelb liegenden Orange). Alltagssprachlich gebräuchlicher ist die Bezeichnung Türkis, jedoch ist der so bezeichnete, zwischen Blau und Grün liegende Farbton nicht notwendig mit Cyan deckungsgleich.

## Begriff

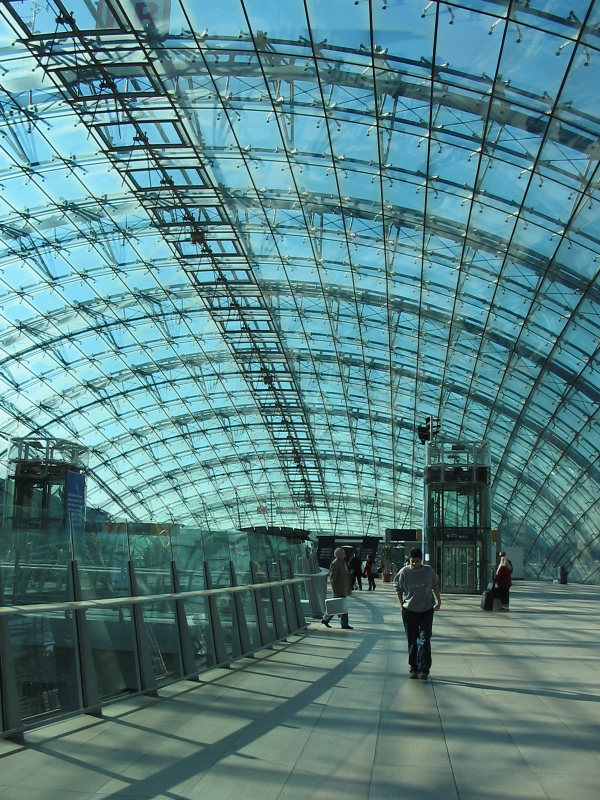
Dachgewölbe Bahnhof Frankfurt Flughafen: Farbmischung Blau zu Grün

Präzisere Bedeutung hat der Farbname nur in speziellen Anwendungen, etwa
- als eine farbmetrisch definierte Farbe, insbesondere
  - als eine Druckfarbe im Vierfarbdruck (Druck-Cyan) und
  - als eine für Computeranwendungen spezifizierte Webfarbe (Web-Cyan);
- als eine Grundfarbe bei einer auf drei Farben basierenden subtraktiven Farbmischung;
- als eine zwischen Blau und Grün liegende Farbkategorie innerhalb verschiedener Farbsysteme;
- als ein spezieller Blauton (d. h. ein Farbtonunterbereich von Blau), oft auch Cyan-Blau genannt, etwa zur Abgrenzung gegenüber Ultramarinblau;
- als eine Modefarbe in der Textilindustrie.

Im Artikel werden die Bedeutungen näher ausgeführt.
Ordnet man Druck-Cyan und Web-Cyan den farbtongleichen Wellenlängen zu, erhält man den Wellenlängenbereich von 482 nm bis 492 nm. Die in manchen Büchern zu findenden Angaben eines Cyan zugeordneten Spektralbereichs variieren und sind nur im jeweiligen Kontext sinnvoll, beispielhaft dafür 487 nm bis 492 nm bei Norbert Welsch oder 480 nm bis 510 nm bei Franz Wenzel.

## Etymologie
Das Wort Cyan geht auf altgriechisch κύανος zurück, welches ein tiefes, dunkles Blau bezeichnet (Stahlblau, Schwarzblau).
Als neuere Sprachentwicklung ist der Farbbegriff Cyan insbesondere durch die Euroskala und durch modische Designgestaltungen im Deutschen eingeführt. Im RAL-Farbsystem, das in seinen Anfängen in der Mitte des 20. Jahrhunderts entstand, findet sich keine Kategorie Cyan-Farbtöne. Allerdings sind Farbnamen in der Zusammensetzung mit -türkis enthalten. Die Türkisfarben sind in der Kategorie Grün eingegliedert.

## Cyan als farbmetrisch definierte Farbe
Bei den nachfolgend aufgeführten Farben handelt es sich um farbmetrisch definierte Farben, ihre Erscheinung ist für bestimmte Beleuchtungs- und Betrachtungsbedingungen eindeutig über Messwerte festgelegt.

### Cyan als Grundfarbe im Vierfarbdruck
Cyan ist der Name der nach ISO 2846 und ISO 12647 genormten Druckfarbe des Vierfarbdrucks. Sie wird üblicherweise als Druck-Cyan oder Prozess-Cyan geführt. Definiert wird die Farberscheinung der gedruckten Farbe bei Tagesnormlicht D50. Das für die physische Druckfarbe geeignete Pigment ist die Beta-Modifikation von Kupferphthalocyanin, wodurch eine grünliche Variante von Phthalocyaninblau entsteht.

#### Farbvalenz
Nach ISO 2846-1 hat Druck-Cyan (0°/45° Geometrie) für einen 2°-CIE-Normalbeobachter bei festgelegtem Druckprozess folgende Farbwerte:
| Beleuchtung      | XYZ (CIEXYZ-Farbwerte) | L*a*b* (CIELAB-Farbwerte/D50) |
| ---------------- | ---------------------- | ----------------------------- |
| Normlichtart D50 | (16.12, 24.91, 52.33)  | (56.99, -39.16, -45.99)       |
| Normlichtart D65 | (18.74, 26.62, 68.54)  | (58.62, -30.63, -42.75)       |

Die Farbe liegt auch nach eventueller Anpassung an die Betrachtungsverhältnisse außerhalb des sRGB-Gamuts, kann also auf einem Computermonitor in der Regel nicht dargestellt werden. Es kann nur versucht werden, die Erscheinung der Farbe möglichst gut auf dem Bildschirm anzunähern.

#### Darstellung der Farbe in sRGB
Verschiedene Visualisierungen von Druck-Cyan in sRGB (etwa als Farbmuster auf weißem Hintergrund) sind zu finden, etwa
| Hexadezimal-Triplet | HSV-Farbtonwinkel | Quelle           |
| ------------------- | ----------------- | ---------------- |
| #00B7EB             | H=193°            |                  |
| #00ADEE             | H=196°            |                  |
| #0D8BB1             | H=194°            | CIECAM02 (s. u.) |

Benutzt man das Farbmodell CIECAM02, kann durch Chroma-Reduktion ein Gamut-Mapping auf sRGB realisiert werden, das den empfundenen Farbton optimal angepasst ist. Bei Benutzung der Software LittleCMS mit den Parametern
- Source: (c.whitePoint = (85.30, 88.77, 67.90) (Papier); c.surround = AVG_SURROUND; c.D_value = 1; c.La = 318; c.Yb = 20),
- Target: (c.whitePoint = (95.04, 100.00, 108.90); c.surround = DIM_SURROUND; c.D_value = 0; c.La = 16; c.Yb = 20)

ergibt sich bei iterativer Chroma-Reduktion die sRGB-Farbe mit Hexadezimal-Triplet #0D8BB1.

#### Farbtongleiche Spektralfarbe
Es gibt unterschiedliche Möglichkeiten, der farbmetrisch definierten Farbe Druck-Cyan eine farbtongleiche Spektralfarbe zuzuordnen. Die Zuordnung im Farbmodell CIECAM02 durch Erhöhung der Chroma ergibt eine Wellenlänge von 482 nm. Eine Zuordnung durch Subtraktion von Weiß D50 innerhalb eines physikalischen Farbraums ergibt eine Wellenlänge von 486 nm.

### Cyan als Webfarbe
Für das Design von Webseiten existiert in HTML4/CSS/SVG eine Normierung von englischen Farbbezeichnern für definierte Webfarben. Die Farbnamen Cyan und Aqua stehen beide für die Webfarbe mit sRGB-Hexadezimal-Triplet #00FFFF, also die additive Mischung von Blau und Grün innerhalb des sRGB-Farbraums mit jeweils maximal möglichem Anteil. Dies entspricht dem HSV-Farbtonwinkel H=180°.
Gerade im Internet haben die Norm-Farbnamen eine derart dominierende Stellung, dass viele, auch nicht-technische Autoren, mit Cyan die Webfarbe Cyan meinen. Um Missverständnissen vorzubeugen, sind die Bezeichnungen Web-Cyan bzw. Computer-Cyan bei unklarem Kontext vorzuziehen. Im Englischen erfolgt für diesen Fall die Nutzung von Electric Cyan.

#### Farbvalenz
Die direkte Umrechnung der sRGB-Farbwerte mittels der in der Spezifikation von sRGB gegebenen Formeln ergibt die Tristimulus-Werte der Farbe, die man als an D65 adaptierte relative Farbe ansehen kann. Eine chromatische Adaption nach Bradford liefert diese Werte unter Adaption an D50.
| Adaptiertes Weiß | XYZ (CIEXYZ-Farbwerte) | L*a*b* (CIELAB-Farbwerte/D50) |
| ---------------- | ---------------------- | ----------------------------- |
| Normlichtart D50 | (52.81, 77.74, 81.11)  | (90.65, -50.63, -15.00)       |
| Normlichtart D65 | (53.80, 78.73, 106.95) | (91.11, -50.06, -33.41)       |

Durch Verwendung von CIECAM02 (zur Vergleichbarkeit mit den gleichen Parametern wie oben) erhält man folgende Tristimulus-Werte, die die theoretische Erscheinung von Web-Cyan als gedruckte Farbe auf weißem Papier beschreiben:
| Beleuchtung      | XYZ (CIEXYZ-Farbwerte) | L*a*b* (CIELAB-Farbwerte/D50) |
| ---------------- | ---------------------- | ----------------------------- |
| Normlichtart D50 | (45.93, 73.48, 77.13)  | (88.67, -60.70, -15.10)       |

#### Farbtongleiche Spektralfarbe
Es gibt verschiedene Möglichkeiten, der farbmetrisch definierten Farbe Web-Cyan eine Farbton-ähnliche Spektralfarbe zuzuordnen.
Die Zuordnung im Farbmodell CIECAM02 durch Erhöhung der Chroma ergibt eine Wellenlänge von 490 nm. Eine Zuordnung durch Subtraktion von Weiß D65 innerhalb eines physikalischen Farbraums ergibt eine Wellenlänge von 492 nm (491 nm in).

## Cyan in der Farbenlehre

### Bei der Farbmischung
In einem additiven Farbraum mit den Grundfarben Rot, Grün, Blau (RGB-Farbraum) bezeichnet Cyan die Sekundärfarbe, die aus der additiven Mischung von Grün und Blau entsteht.
In einem subtraktiven Farbraum mit drei Grundfarben bei großem angestrebten Gamut tragen diese Primärfarben meist die Namen Cyan, Magenta und Gelb (CMY-Farbmodell).

### Als Komplementärfarbe
In verschiedenen Farblehren ist Cyan die Komplementärfarbe zu Rot.

## Cyan als Farbkategorie und relativer Farbtonbereich
In vielen Farbeinteilungen und Farbsystemen wird Cyan als kontrastierender Farbname eingesetzt, wobei oft auf eine farbmetrische Definition des Farbtonbereichs verzichtet wird. Welche Farbtöne Cyan damit umfassen soll, ist nur durch den Vergleich mit den umgebenden Farbkategorien ungefähr zu erschließen.
Es sind unter anderem folgende Farbeinteilungen (eingeschränkt auf Blau- und Grüntöne) zu finden:
- Blau, Cyan, Grün (sowohl in der additiven wie subtraktiven Farbmischung mit drei Grundfarben als Liste aller Primär- und Sekundärfarben)
- Blau, Grünlichblau, Cyan, Bläulichgrün, Grün bei Welsch[1] dort mit tatsächlicher Angabe von farbtongleichen Wellenlängenbereichen.
- Indigo, Cyan (blau), Grün in der Farblehre von Helmholtz[5]
- Violettblau, Cyanblau, Grün bei Harald Küppers
- Violettblau, Ultramarinblau, Cyanblau, Grün in der Farblehre von Newton[6][7]
- Ultramarinblau, Cyanblau, Blaugrün, Gelbgrün widergespiegelt in der Farbauswahl des 12-teiligen Deckfarbkastens.

## Verwandte Farbnamen
Verwandte, die Helligkeit nicht einschränkende Farbnamen sind etwa Türkis, Aquamarin, Blaugrün und Grünblau.
Es ergibt sich folgendes Bild der Verwendung:
- Wenn der Name kontrastierend eingesetzt wird, bezeichnet Cyan im Deutschen in der Regel einen bläulicheren Farbton als Türkis, Aquamarin und Blaugrün.[8][1]
- Die Bezeichnung Grünblau wird eher selten eingesetzt.[8]

Für helle Farbvarianten und Pastellfarben aus dem Cyan-Farbtonbereich 482 nm bis 492 nm sind die Farbnamen Hellblau, Himmelblau und – besonders im Textilbereich – Aqua zu finden.
Für dunkle Farbvarianten aus dem Cyan-Farbtonbereich 490 nm bis 500 nm sind die Farbnamen Blaugrün oder Seegrün üblich,
neuerdings auch die englischen Bezeichnungen Petrol (Modebereich) und Teal (Webfarbe). Teal ist der genormte Name für die Webfarbe, die aus Web-Cyan durch Verringerung der Helligkeit entsteht (sRGB-Hexadezimal-Triplet #008080). Im Englischen bedeutet Teal auch Krickente, und der Farbname ist wohl von der Farbe der Augenpartie der Krickente abgeleitet.

## Klassifikation als Blau oder Grün
Cyan befindet sich an der Grenze zwischen Blau und Grün, wobei das Web-Cyan grünlicher ist als das Druck-Cyan. Da Cyan keine allgemein gebräuchliche Farbkategorie ist, werden die entsprechenden Farben im Alltag den Farbkategorien Blau und Grün (eventuell auch Türkis) zugeordnet.

## Vorkommen und Verwendung der Farbe

### In der Natur
Cyan kommt in der Natur aufgrund bestimmter Lichtbrechungen als Himmel-, Wasser- und Eisfarbe vor.

### Im Alltag
- Ein mittleres Cyan wird gerne als Beckenfarbe in Schwimmbädern eingesetzt, die gesehene Wasser-Farbe.
- In der Mode ist ein helles mittleres Cyan für leichte Damenoberteile beliebt (Aqua).

### Farbpsychologie
In der Farbpsychologie steht Cyan für Klarheit und geistige Offenheit, aber auch Kühle und Distanziertheit.